# بوبي جو هيل
بوبي جو هيل (12 يونيو 1943 في الولايات المتحدة - 8 ديسمبر 2002 بإل باسو في الولايات المتحدة) (بالإنجليزية: Bobby Joe Hill)‏ هو لاعب كرة سلة أمريكي في مركز هجوم خلفي. لعب مع UTEP Miners ‏.

## وصلات خارجية
- بوبي جو هيل على موقع كلية كرة السلة في سبورتس رفرنس.كوم (الإنجليزية)
- بوبي جو هيل على موقع ريلجم (الإنجليزية)